# Osiedle Jaroszówka, Białystok
Jaroszówka là một trong những quận của thành phố Białystok ở Ba Lan. Đó là một khu ký túc xá ngoại ô với những tòa nhà thấp, chủ yếu là những ngôi nhà biệt lập.